# E662
E662 eller Europaväg 662 är en europaväg som går från Subotica i Serbien till Osijek i Kroatien. Längd 140 km.

## Sträckning
Subotica - Sombor - (gräns Kroatien-Serbien) - Osijek

## Standard
Vägen är landsväg hela sträckan. 

## Anslutningar till andra europavägar
- E73
- E75